# Stryszawa (gmina)
Pour l’article homonyme, voir Stryszawa.
Stryszawa est une gmina rurale du powiat de Sucha, Petite-Pologne, dans le sud de la Pologne. Son siège est le village de Stryszawa, qui se situe environ 7 km à l'ouest de Sucha Beskidzka et 50 km au sud-ouest de la capitale régionale Cracovie.
La gmina couvre une superficie de 113,24 km2 pour une population de 11 710 habitants.

## Géographie
La gmina inclut les villages de Hucisko, Krzeszów, Kuków, Kurów, Lachowice, Pewelka, Stryszawa et Targoszów.
La gmina borde la ville de Sucha Beskidzka et les gminy de Andrychów, Jeleśnia, Koszarawa, Maków Podhalański, Ślemień, Zawoja et Zembrzyce.